# Estadio de Chernígov
El Centro de entrenamiento deportivo olímpico «Chernígov» (anteriormente llamado Estadio Yuri Gagarin) es un estadio de usos múltiples en Chernígov, Ucrania actualmente destruido. El estadio recibió el estatus de preparación olímpica y se puso bajo la administración del Ministerio de Juventud y Deportes. Se utilizaba principalmente para partidos de fútbol, donde principalmente juega de local el FC Desna Chernígov.

## Descripción
Junto a su arena principal, el campo de fútbol, el centro alberga cuatro escuelas deportivas y varias secciones deportivas. Hay una sala de boxeo, una pista de atletismo, una sala de fitness (levantamiento de pesas / gimnasia), una sala de masajes, un marcador electrónico, una entrada de acceso controlado. El campo tiene un sistema de rociado de agua y focos. El centro lleva a cabo competiciones de atletismo (atletismo), fútbol, boxeo y levantamiento de pesas.
Hay un proyecto prospectivo para reconstruir el centro en una ciudad deportiva "Luchisty" (Radiante) que al lado del estadio de fútbol (3,000 asientos) incluiría una arena de hielo (4,000 asientos), un complejo de fitness y recreación (piscina, campo cubierto y varios otros pabellones d
eportivos) y un club de playa (que incluye un estadio de playa, salas de fitness al aire libre y piscinas, y sauna). El complejo deportivo también incluiría un complejo hotelero con 175 habitaciones.
El estadio alberga el club de boxeo Chernígov "Ring", la escuela deportiva "Atlet" especializada en atletismo y levantamiento de pesas, así como la escuela deportiva especializada "Desna" especializada en fútbol asociación.  El estadio Yuri Gagarin ofrece una buena combinación de concesiones para los aficionados. Prepárese para hacer cola, ya que son muy populares entre los visitantes, pero faltan algunos en términos de instalaciones en particular, en la camioneta de los dispositivos no aceptan tarjeta de crédito sino solo efectivo por el momento. Hay comida caliente disponible en la barbacoa y las freidoras, así que elija. También hay bocadillos fríos disponibles para adaptarse a su gusto.

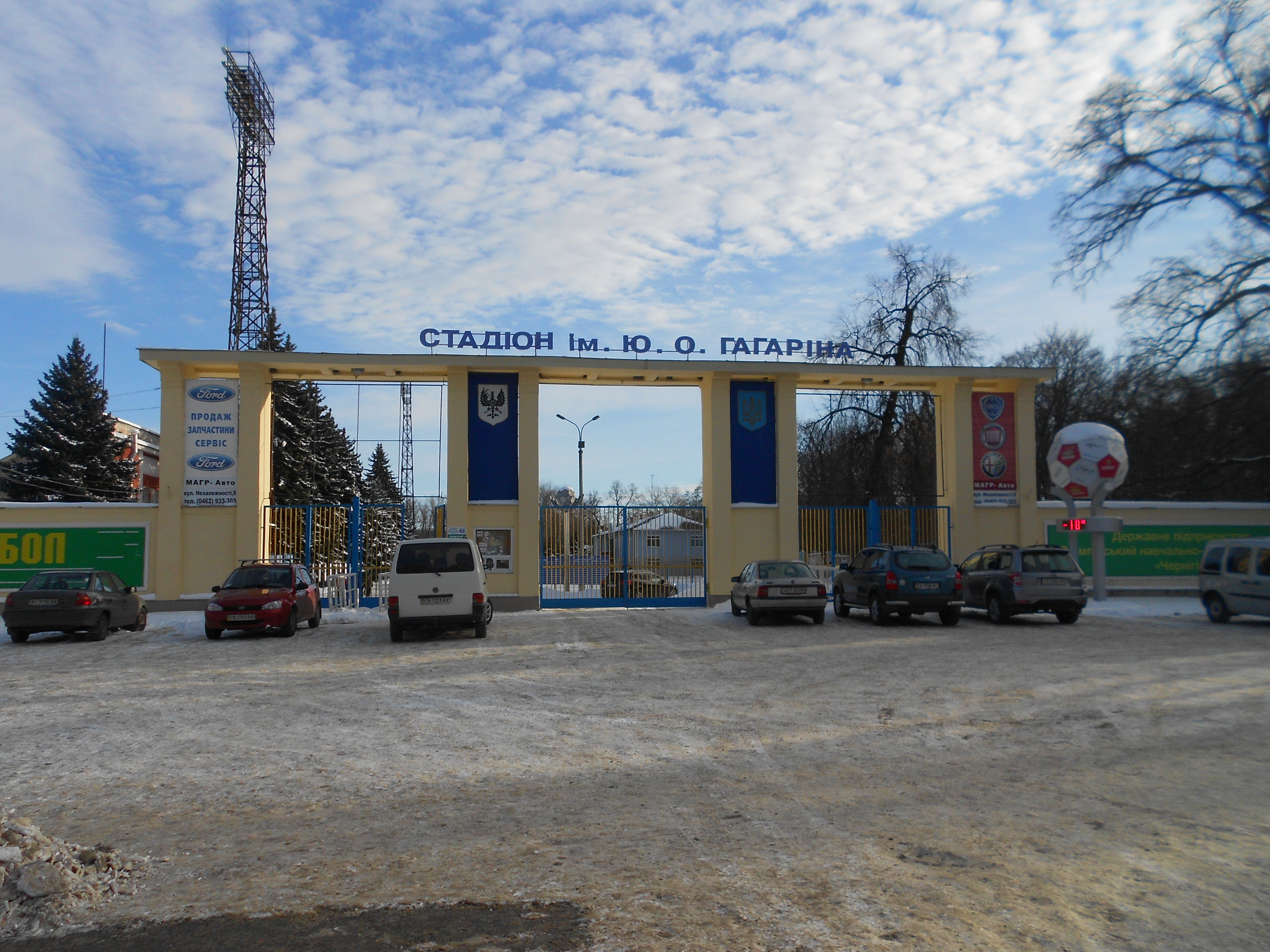
Frente a la puerta principal del estadio.

## Historia
La historia del Estadio de Chernígov se remonta a 1936 para 3 000 espectadores en la parte este de un parque de la ciudad (jardín) que existe desde 1804. El territorio del jardín de la ciudad fue elegido para la construcción del estadio. A finales del siglo 18 había una dacha del arzobispo de Chernígov en este territorio. A principios del siglo 19, es decir, en 1804, se formó un jardín de la ciudad en el sitio del estadio moderno.
Durante la Segunda Guerra Mundial, el Estadio de Chernígov fue muy dañado y en la década de 1950 fue completamente reconstruido, incluyendo paredes del estadio y dos gradas para 11 000 espectadores. En 1961, fue nombrado en honor al cosmonauta soviético ruso Yuri Gagarin.

### Reconstrucción
En 2005, comenzó la reconstrucción del estadio, que se completó en 2008 con la asistencia del entonces patrocinador del FC "Desna" Oleksiy Savchenko, en particular, se instalaron asientos de plástico en la tribuna oeste. En octubre de 2011, el estadio recibió casi cinco millones de hryvnias para renovaciones.
En 2016, comenzó una reconstrucción a gran escala del estadio. El vicepresidente del club, Igor Bazalinsky, dijo que los trabajos en el estadio se llevarán a cabo en dos etapas: "Nuestro plan para la reconstrucción del estadio incluye dos etapas. El primero es un campo de entrenamiento y principal, un hotel y un centro médico y de rehabilitación, un sótano, vestuarios, nuevas puertas de fútbol de alta calidad, tanto para el campo principal como para el campo de entrenamiento. Esto es lo que hemos planeado para este año: crear condiciones de vida y capacitación óptimas para nuestro equipo.
La segunda etapa es el orden de los stands, la instalación de sillas de plástico y el tema de la posible cobertura de los stands. Pondremos en orden el territorio del estadio, se instalará una ciudad infantil, bajo la cual el parque infantil está listo. También decidiremos sobre la Tribuna Norte, hemos invitado a expertos que evaluarán su estado, si se puede reconstruir o tendrá que ser reconstruida, después de lo cual tomaremos la decisión final.
En la primera etapa, los campos de repuesto y principales serán reemplazados por completo. Se instalarán modernos sistemas de drenaje, sistemas automáticos de riego de césped en ambos campos y se colocará un nuevo césped que cumplirá con todos los estándares necesarios. Al mismo tiempo, el hotel para atletas está siendo renovado. "
El campo de entrenamiento estaba listo, después del partido con Skala, que tuvo lugar el 26 de septiembre, los futbolistas de Chernígov regresaron a casa, donde realizaron su primera sesión de entrenamiento completa en el nuevo campo y a mediados de mayo de 2017, el estadio completó la colocación del césped.

### Destrucción
El 6 de marzo de 2022, en el asedio de Chernígov durante la invasión rusa de Ucrania, el estadio comenzó a dañarse en la parte de las gradas cerca de la curva de aficionados de Ultras Desna en la parte superior.  Alrededor del 10 al 11 de marzo de 2022, el estadio fue gravemente dañado, posiblemente debido al punto de destrucción por las fuerzas rusas.